# Shih Kien
Shih Kien, auch Shek Kin (chinesisch 石堅 / 石坚, Pinyin Shí Jiān, Jyutping Sek6 Gin1; * 1. Januar 1913 als 石榮璋 / 石荣璋,  Shí Róngzhāng, Jyutping Sek6 Wing4zoeng1, kantonesisch Shek Wing-cheung; im Dorf Shigang bei Panyu, heute Guangzhou, China; † 3. Juni 2009 in Hongkong) war ein chinesischer Schauspieler in Martial-Arts-Filmen.

## Leben
Shihs Karriere begann in den 1940er Jahren; dabei entwickelte er sich zu einem der profiliertesten Nebendarsteller der Filmindustrie Hongkongs. Er gehörte zu den ersten Stars der Kampfkunst-Filme neben Walter Cho, Kwan Tak Hing und Yu So Chow und war in nördlichen Kampfstilen ebenso ausgebildet wie in der Schauspielkunst der Pekingoper.
Meist spielte er dabei die Bösewichter der Filme, so schon in den Schwarzweiß-Filmen der beginnenden 1960er Jahren bis hin zu Bruce Lees Gegenspieler in Der Mann mit der Todeskralle.
Seine Rolleninterpretation fand Eingang in den Sprachgebrauch in Hongkong, wo das Ausführen übler Taten nach ihm benannt wurde.
Eine späte, komische Rolle spielte er neben Jackie Chan in Meister aller Klassen. Seine Filmografie umfasst über 300 Filme.
Shieh verstarb am 3. Juni 2009 mit 96 Jahren im Hongkonger Queen Elizabeth Hospital in Kowloon an Organversagen.

## Filmografie (Auswahl)
- 1949: Hong Xiguan's Big Brawl at Liu Village (Hóng Xīguān xuè jiàn Liǔjiā Cūn – 洪熙官血濺柳家村)
- 1973: Der Mann mit der Todeskralle (Lóng Zhēng Hǔ Dòu – 龍爭虎鬥)
- 1976: The Prodigal Son (Huāxīn Sān Shǎo Sāo Yínjiě – 花心三少騷銀姐)
- 1977: The Mysterious Heroes (Yǐnxiá Ēnchóulù – 隱俠恩仇錄)
- 1980: Meister aller Klassen (Shīdì Chūmǎ – 師弟出馬)
- 1986: Shanghai Police – Die wüsteste Truppe der Welt (Fùguì lièchē – 富貴列車)
- 1995: Ten Brothers (Shí Xiōngdì – 十兄弟)

## Auszeichnungen (Auswahl)
- 2003: Hong Kong Film Awards – Berufliche Leistung (Professional Achievement, 專業精神獎)[5]
- 2004: Avenue of Stars (AoS) – Liste der Geehrten: Nr. 20[6]